# 獻給阿爾吉儂的花束 (2002年電視劇)
《獻給阿爾吉儂的花束》是以美國作家丹尼爾·凱斯於1959年出版的同名文學著作為藍本，2002年關西電視台改編而成的日本電視劇。由著名編劇岡田惠和擔任腳本。以現代日本背景為故事舞台，重新詮釋這部已被改編多次的經典名著。

## 飾演者
| 人物           | 原設定         | 演員     | 香港配音 | 簡介 |
| -------------- | -------------- | -------- | -------- | ---- |
| 藤島春（ハル） | Charlie Gordon | 中山裕介 |          |      |

## 工作人員
- 原作：丹尼爾·凱斯》
- 脚本：岡田惠和
- 音樂：寺嶋民哉
- 主題歌：《Song of Bernadette》Jennifer Warnes（BMG FUNHOUSE）
- 製作人：佐藤敦司（DREAMAX TELEVISION INC.（日语：ドリマックス・テレビジョン））
- 演出： 新城毅彦（現:5年D組）、塚本連平